# العلاقات الإسواتينية الكوبية
العلاقات الإسواتينية الكوبية هي العلاقات الثنائية التي تجمع بين إسواتيني وكوبا.

## مقارنة بين البلدين
هذه مقارنة عامة ومرجعية للدولتين:
| وجه المقارنة                                              | إسواتيني                                   | كوبا                              |
| --------------------------------------------------------- | ------------------------------------------ | --------------------------------- |
| المساحة (كم2)                                             | 17.36 ألف                                  | 109.88 ألف                        |
| عدد السكان (نسمة)                                         | 1.37 مليون                                 | 11.48 مليون                       |
| الكثافة السكانية (ن./كم²)                                 | 78.92                                      | 104.48                            |
| العاصمة                                                   | لوبامبا، مبابان                            | هافانا                            |
| اللغة الرسمية                                             | لغة إنجليزية، لغة سوازي                    | اللغة الإسبانية                   |
| العملة                                                    | ليلانغيني سوازيلندي                        | بيزو كوبي، بيزو كوبي قابل للتحويل |
| الناتج المحلي الإجمالي (بليون دولار)                      | 4.41 مليار                                 | 87.13 مليار                       |
| الناتج المحلي الإجمالي (تعادل القوة الشرائية) بليون دولار | 11.13 مليار                                |                                   |
| الناتج المحلي الإجمالي الاسمي للفرد دولار أمريكي          | 3.20 ألف                                   |                                   |
| الناتج المحلي الإجمالي للفرد دولار أمريكي                 | 8.29 ألف                                   |                                   |
| مؤشر التنمية البشرية                                      | 0.531                                      | 0.769                             |
| رمز المكالمات الدولي                                      | +268                                       | +53                               |
| رمز الإنترنت                                              | .sz                                        | .cu                               |
| المنطقة الزمنية                                           | التوقيت القياسي لجنوب أفريقيا، ت ع م+02:00 | 00                                |

## منظمات دولية مشتركة
يشترك البلدان في عضوية مجموعة من المنظمات الدولية، منها:
| علم المنظمة | اسم المنظمة                                 | تاريخ انضمام إسواتيني | تاريخ انضمام كوبا |
| ----------- | ------------------------------------------- | --------------------- | ----------------- |
|             | يونسكو                                      | 25 يناير 1978         | 29 أغسطس 1947     |
|             | منظمة حظر الأسلحة الكيميائية                | ?                     | ?                 |
|             | منظمة التجارة العالمية                      | ?                     | ?                 |
|             | الاتحاد البريدي العالمي                     | ?                     | ?                 |
|             | منظمة الشرطة الجنائية الدولية               | ?                     | ?                 |
|             | الأمم المتحدة                               | 24 سبتمبر 1968        | 24 أكتوبر 1945    |
|             | الاتحاد الدولي للاتصالات                    | 11 نوفمبر 1970        | 16 يناير 1918     |
|             | مجموعة دول أفريقيا والكاريبي والمحيط الهادئ | ?                     | ?                 |

## وصلات خارجية
- موقع وزارة الخارجية الكوبية